# عشيرة جونجو إي
عشيرة جونجو إي (بالهانغل: 전주 이씨، وبالهانجا: 全州 李氏) هي عشيرة (본관: بون غوان) تحمل اسم العائلة الكوري إي، أسسها إي هان (이한 - 李翰) في مدينة جونجو في مقاطعة جولا الشمالية.

## الجد الأكبر
وفقاً لكتاب سونوونسونغي (선원선계 - 璿源先系 - جدول أنساب الأسرة الملكية) فإن مؤسس العشيرة هو إي هان والذي نشأت عائلته في مدينة جونجو، لكن السجلات حول والد إي هان غير واضحة. عُرف إي هان أيضاً باسم غيونسونغ (견성 - 甄城). تزوج إي هان من ابنة كم أون وي (김은의 - 金殷義) ابن كم يُن (군윤 - 軍尹) أحد أحفاد الملك تايجونغ ميول (태종무열왕)، وعُيِّن وزيراً في عهد الملك منسونغ. منذ عهد إي أن سا فإن العشيرة منقسمة إلى 123 عائلة. الحفيد الثاني والعشرين لإي هان هو إي سونغ غي والذي أنشأ مملكة جوسون.